# Просачов
Просачов (слч. Prosačov) насељено је мјесто са административним статусом сеоске општине (слч. obec) у округу Вранов на Топлој, у Прешовском крају, Словачка Република.

## Становништво
| Година:    | 1994. | 2004.    | 2014.    | 2024.   |
| ---------- | ----- | -------- | -------- | ------- |
| Број људи: | 154   | 201      | 235      | 228     |
| Разлика:   |       | +30,51 % | +16,91 % | -2,97 % |

| Година:    | 2023. | 2024.   |
| ---------- | ----- | ------- |
| Број људи: | 215   | 228     |
| Разлика:   |       | +6,04 % |

Према подацима о броју становника из 2024. године насеље је имало 228 становника.